# Real Estate
Real Estate ist eine US-amerikanische Indie-Rock-Band aus Ridgewood (New Jersey), deren Mitglieder allerdings in Brooklyn arbeiten und wohnen.

## Geschichte
Die Band, die im Jahr 2009 gegründet wurde, veröffentlichte bereits im Jahr der Gründung ihr erstes Album, das den gleichen Namen wie die Band selbst trägt. Das Album wurde gut von verschiedenen Musikkritikern angenommen und erhielt unter anderem bei Pitchfork eine 8,5-Punkte-Wertung. Laut Metacritic wurde das Album durchschnittlich mit 79 von 100 Punkten bewertet.
Nach der Veröffentlichung des Werks erschien zudem die EP Reality, ehe die Band auf Tour ging und unter anderem als Vorgruppe für Kurt Vile und Deerhunter auftrat. 2010 war Real Estate außerdem auf dem Pitchfork Music Festival in Chicago und dem San Miguel Primavera Sound in Barcelona zu sehen.
2011 nahm Domino Records die Band unter Vertrag und diese veröffentlichte am 18. Oktober ihr zweites Album, Days. Auch dieses erhielt durchweg positive Kritiken und wurde von Pitchfork etwas besser als das Erstlingswerk bewertet: Es erhielt eine 8,7-Wertung.
Am 3. März 2014 veröffentlichten Real Estate ihr 3. Studioalbum Atlas. Erstmals ist auf diesem Matt Kallman am Keyboard zu hören (dieser hatte vorher bei der amerikanischen Indie-Rock Band "Girls" gespielt). 
Am 25. Mai 2016 gab die Band bekannt, dass fortan Julian Lynch Matthew Mondanile an der Gitarre ersetzen würde, mit der Begründung, dass sich Letzterer auf sein Solo-Projekt "Ducktails" fokussieren wolle. In einem öffentlichen Statement vom 13. Oktober 2017 bestätigte die Band jedoch, dass Mondanile aufgrund von Vorwürfen sexuellen Missbrauchs an mehreren Frauen entlassen wurde. Mondanile wies diese Anschuldigungen in einem Interview mit Pitchfork zurück, welches nur wenige Stunden vor dem Statement der Band veröffentlicht wurde. Wenig später veröffentlichten Mondaniles Anwälte ein weiteres Statement, in dem sich der Musiker für sein Verhalten entschuldigte, Der Band jedoch auch den Bruch des "Austrittsabkommens" vorwarf, dass "sowohl ihm als auch den Bandmitgliedern untersagt, negative oder abfällige Äußerungen über den anderen zu machen, die sich negativ auf dessen Ruf und Karriere auswirken könnten".
Am 4. August 2020 gaben Real Estate bekannt, dass Jackson Pollis eine Auszeit nehmen würde und von nun an Sammi Niss die Band am Schlagzeug begleitet.
Das aktuelle Studioalbum der Band: Daniel erschien am 23. Februar 2024. 

## Diskografie

### Alben
- Real Estate (2009; Woodsist)
- Live On The Radio (2010; Underwater Peoples Records)
- Days (2011; Domino Records)
- Live At 285 Kent Ave. - June 30, 2011 (2011; Domino Records)
- Atlas (2014; Domino Records)
- In Mind (2017; Domino Records)
- The Main Thing (2020; Domino Records)
- Daniel (2024; Domino Records)

### Singles und EPs
- Fake Blues (2009; Woodsist)
- Reality (2009; Mexican Summer)
- Suburban Beverage (2009; Underwater Peoples Records)
- Atlantic City Expressway (2009; Future Sound Recordings)
- Out Of Tune (2010; True Panther Sounds)
- It’s Real (2011; Domino Records)
- Green Aisles (2011; Domino Records)
- Municipality (2011; Domino Records)
- Easy (2011; Domino Records)
- Exactly Nothing (2012; Domino Records)
- Had To Hear (2014; Domino Records)
- Talking Backwards (2014; Domino Records)
- Crime (2015; Domino Records)
- Stained Glass (2017; Domino Records)
- Paper Cup (2020; Domino Records)
- The Main Thing (2020; Domino Records)
- Half a Human (2021; Domino Records)
- Days (2021; Domino Records)
- Water Underground (2023; Domino Records)
- Haunted World (2024; Domino Records)
- Flowers (2024; Domino Records)